# 준반사
선형대수학과 군론에서 준반사(準反射, 영어: pseudoreflection 슈도리플렉션[*])는 유한 차원 벡터 공간 위의, 고정점 공간의 여차원이 1인 멱일 자기 선형 변환이다. 유클리드 공간에서의 반사의 개념을 실수체 대신 임의의 체에 대하여 일반화한 것이다.

## 정의
체 {\displaystyle K} 위의 유한 차원 벡터 공간 {\displaystyle V} 위의 준반사는 다음과 같은 자기 선형 변환 {\displaystyle f\colon V\to V}이다.
- 멱일원이다. 즉, {\displaystyle f^{r}=\operatorname {id} }인 양의 정수 {\displaystyle r\in \mathbb {N} }이 존재한다.
- 고정점 부분 벡터 공간 {\displaystyle V^{f}=\{v\in V\colon fv=v\}\subseteq V}의 여차원은 1이다.

여기서 {\displaystyle f^{r}=1}이 되는 최소의 양의 정수 {\displaystyle r}는 {\displaystyle f}의 차수(영어: order)라고 한다. 이는 항상 2 이상의 양의 정수이다 (1일 경우, 여차원이 0이 된다).

## 성질

### 차수
체 {\displaystyle K} 위의 유한 차원 벡터 공간 {\displaystyle V} 위의 준반사 {\displaystyle f}의 차수 {\displaystyle r\in \mathbb {Z} ^{+}}에 대하여, 다음 두 조건 가운데 하나 이상이 성립한다.
- {\displaystyle \operatorname {char} K>0}이며, {\displaystyle r=2}이다.
- {\displaystyle \{a\in K\colon a^{r}=1\}\supsetneq \{1\}}이다.

즉, 특히 실수체 {\displaystyle K=\mathbb {R} }일 경우, 표수 0이며, 1의 거듭제곱근이 ±1 밖에 없으므로, 준반사의 차수는 항상 2이다. 즉, 이 경우 준반사의 개념은 기초 기하학에서의 반사의 개념과 동치이다.
반면, 예를 들어 복소수체의 경우, 준반사의 차수는 2 이상의 임의의 양의 정수가 될 수 있다.

### 고윳값
체 {\displaystyle K} 위의 유한 차원 벡터 공간 {\displaystyle V} 위의 준반사 {\displaystyle f}의 차수가 {\displaystyle r}이라고 하자. 만약 {\displaystyle f}가 대각화될 수 있다면, {\displaystyle f}는 다음과 같이 표현된다.
{\displaystyle f=\operatorname {diag} (1,1,\dotsc ,1,\alpha )}
여기서 {\displaystyle \alpha }는 1이 아닌 1의 거듭제곱근이다. 만약 {\displaystyle f}가 대각화될 수 없다면, {\displaystyle f}는 다음과 같이 표현된다.
{\displaystyle f={\begin{pmatrix}1&1&0&\dotsm &0\\0&1&0&\dotsm &0\\0&0&1&&0\\\vdots &\vdots &&\ddots &\\0&0&0&&1\end{pmatrix}}}
대각화될 수 없는 준반사를 이환(移環, 영어: transvection)이라고 한다. 이 경우 차수는 항상 2이다.
만약 {\displaystyle \operatorname {char} K\not \mid n}이라면, {\displaystyle f}는 항상 대각화될 수 있다.

### 준반사로 생성되는 군
임의의 체 {\displaystyle K} 위의 유한 차원 벡터 공간 {\displaystyle V}가 주어졌다고 하자. 그렇다면, 선형 변환으로 구성된 임의의 유한군
{\displaystyle G\leq \operatorname {GL} (V;K)}
{\displaystyle |G|<\aleph _{0}}
이 주어졌을 때, 다음을 정의할 수 있다.
- {\displaystyle V} 값의 변수를 갖는 자유 가환 결합 대수 {\displaystyle K[V]=\operatorname {Sym} (V^{*})}. 그 위에는 {\displaystyle G}가 {\displaystyle (g\cdot p)(v)=p(g^{-1}v)\qquad (p\in K[V],\;v\in V,\;g\in G)}와 같이 작용하여, 이는 군환 {\displaystyle K[G]}의 가군을 이룬다.
- {\displaystyle G}에 대한 불변 다항식들의 부분 대수 {\displaystyle K[V]^{G}=\{p\in K[V]\colon g\cdot p=p\;\forall g\in G\}}.

또한, 다음을 가정하자.
- {\displaystyle \operatorname {char} K=0}이거나, 또는 {\displaystyle \operatorname {char} K\not \mid |G|}

슈발레-셰퍼드-토드 정리(Chevalley-Shepard-Todd定理, 영어: Chevalley–Shepard–Todd theorem)에 따르면, {\displaystyle G}에 대하여 다음 조건들이 서로 동치이다.
- {\displaystyle G}를 생성하는 (유한 개의) 준반사들의 집합 {\displaystyle P\subseteq \operatorname {GL} (V;K)}이 존재한다.
- {\displaystyle K[V]^{G}}는 {\displaystyle K} 위의 자유 결합 가환 대수(다항식환)이다.
- {\displaystyle K[V]^{G}}의 모든 소 아이디얼에서의 국소화는 정칙 국소환이다.
- {\displaystyle K[V]}는 {\displaystyle K[V]^{G}} 위의 자유 가군이다.
- {\displaystyle K[V]}는 {\displaystyle K[V]^{G}} 위의 사영 가군이다.

이러한 꼴로 표현될 수 있는 유한군을 {\displaystyle K}-준반사군(準反射群, 영어: pseudoreflection group)이라고 한다.
두 {\displaystyle K}-준반사군의 직접곱은 역시 {\displaystyle K}-준반사군이다.

## 역사
슈발레-셰퍼드-토드 정리는 복소수체의 경우 제프리 콜린 셰퍼드(영어: Geoffrey Colin Shephard)와 존 아서 토드(영어: John Arthur Todd, 1908~1994)가 1954년에 증명하였으며, 1955년에 클로드 슈발레가 더 간략한 증명을 발표하였다.
이후 장피에르 세르가 이 정리를 양의 표수에 대하여 일반화하였다.